# Amphoridium lapponcium
Amphoridium lapponcium là một loài rêu trong họ Orthotrichaceae. Loài này được (Hedw.) Schimp. mô tả khoa học đầu tiên năm 1860.